# Stalingrad (film 2013)

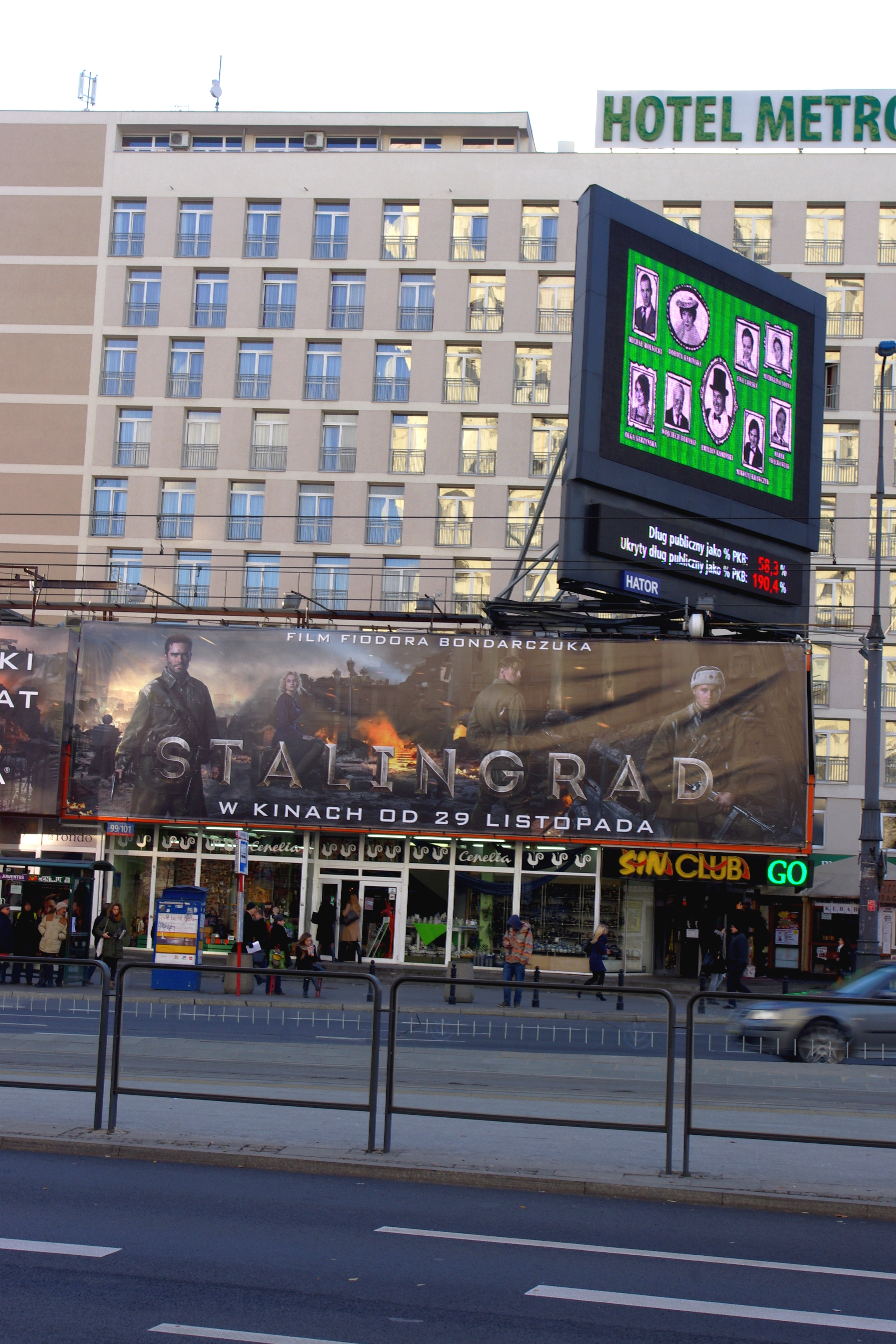
Plakat reklamujący film „Stalingrad” przy ul. Marszałkowskiej w Warszawie, na kilka dni przed polską premierą (25.11.2013)

Stalingrad (ros. Сталинград) – rosyjski dramat wojenny z 2013 roku w reżyserii Fiodora Bondarczuka, poświęcony walkom o to miasto w trakcie II wojny światowej. Jest to pierwszy rosyjski film wykonany w całości w technologii 3D.
Film miał swoją rosyjską premierę 10 października 2013 roku, tego samego dnia został również po raz pierwszy zaprezentowany w Armenii i na Ukrainie. Polska premiera miała miejsce 29 listopada. Film został zgłoszony do rywalizacji o Oscara w kategorii filmu nieangielskojęzycznego jako oficjalny reprezentant Rosji, ale ostatecznie nie zdobył nominacji.

## Obsada aktorska
- Piotr Fiodorow – Gromow
- Dmitrij Łysienkow – Czwanow
- Aleksiej Barabasz – Nikiforow
- Andriej Smolakow – Polakow
- Siergiej Bondarczuk młodszy – Siergiej Astachow
- Oleg Wołku – Krasnow
- Philippe Reinhardt – Gottfried
- Georges Devdariani – Klose
- Janina Studilina – Masza
- Marija Smolnikowa – Katia
- Thomas Kretschmann – Peter Kahn
- Heiner Lauterbach – Hans
- Polina Rajkina – Nataszka
- Jurij Nazarow – celowniczy
- Natalia Kadocznikowa – Zojka
- Petar Zekavica – Jurgens

## Produkcja
Zdjęcia kręcono w Petersburgu i Sapiornyj (obwód leningradzki) oraz w Iłowli (obwód wołgogradzki).